# Jabón de afeitar

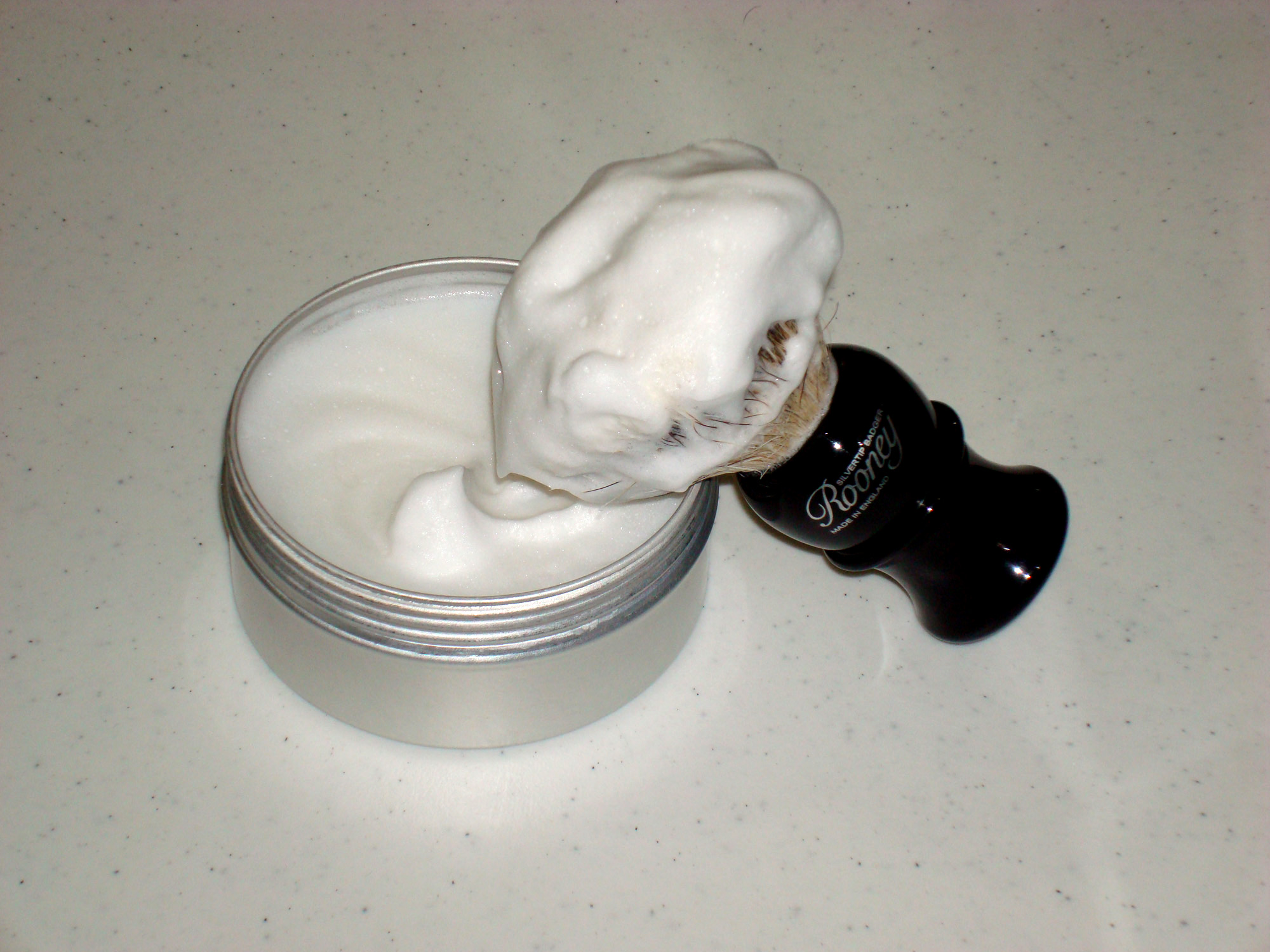
Espuma generada a partir de un jabón de afeitar. El jabón viene en una jarrita metálica que se puede cerrar herméticamente con su propia tapadera; presentación típica de algunos jabones clásicos.

Un jabón de afeitar es un jabón diseñado especialmente para afeitar la barba o el vello corporal; se usa en conjunto con una brocha para generar espuma. La espuma que sale del jabón alcanza una densidad cremosa que lubrica la piel durante el afeitado para mejorar el deslizamiento de la navaja o maquinilla protegiéndola de cortes e irritación. Aunque hoy en día las espumas y geles en bote le han quitado su lugar al jabón de afeitar, este sigue siendo usado por muchos hombres entusiastas de un buen afeitado.
Generalmente, hay dos tipos de jabones diseñados para afeitar: suaves y duros. Los jabones suaves son más baratos y se convierten fácilmente en espuma, por lo que duran menos tiempo. Los jabones duros, en cambio, suelen ser más caros pero por lo general de mayor calidad y durarán más tiempo.

## Historia
Los jabones para afeitar duros han existido al menos desde principios del siglo XIX. Williams (un clásico jabón para afeitar estadounidense) está en producción desde 1840.
Las barritas de jabón para afeitar (en forma cilíndrica, diseñadas para el viaje) han existido al menos desde mediados del siglo XIX.

## Presentaciones

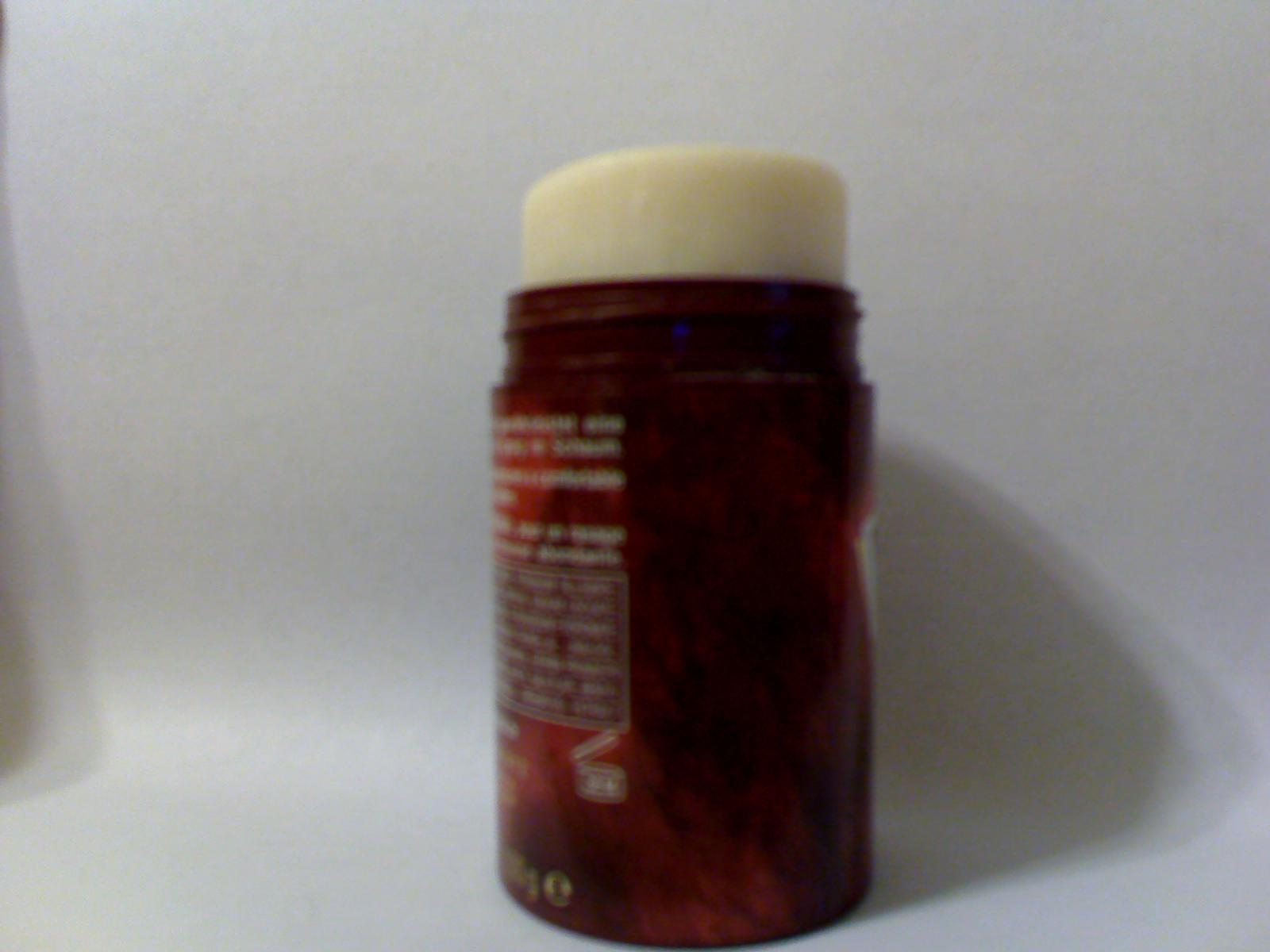
Barrita de jabón de afeitar.

Al contrario que los jabones para la ducha que tienen forma rectangular, el jabón tradicional para afeitar generalmente se fabrica en forma de círculo con un fondo plano para colocarse en una taza común y corriente. Los jabones más caros (o de marcas prestigiosas) suelen venir presentados con su propio bol, comúnmente hecho de madera o cerámica, para darles un aspecto más elegante.
El jabón de afeitar también se fabrica en forma de barrita cilíndrica haciéndolo práctico para el viaje, pues no se requiere de una taza para agitarlo con la brocha. En este caso, se desliza la barrita sobre el rostro húmedo (de manera que la barba va recogiendo partículas del jabón) y luego se masajea la barba con una brocha húmeda generando la espuma directamente en la cara.

## Ventajas y desventajas
La principal ventaja de los jabones para afeitar son la mayor lubricación que proporcionan en comparación con los geles y espumas en bote, mejorando aún más el deslizamiento de la navaja o maquinilla.
Un mito que suele atribuirse al afeitado con brocha y jabón es la cuestión del tiempo que toma para generar la espuma. Esta desventaja no es del todo cierta, ya que con la práctica se puede obtener una gran cantidad de espuma en aproximadamente un minuto, que no es mucho más del tiempo que se toma para aplicar gel o espuma de bote con las manos. Sin embargo, para los jóvenes que empiezan con su afeitado, generar suficiente espuma con brocha les puede tomar hasta dos minutos o más.

## Ingredientes
Al contrario que con la fabricación de geles y espumas enlatados, la fabricación de jabones de afeitar clásicos involucra menos procesos industriales y suelen contener más ingredientes naturales. Los ingredientes más comunes son hidróxido de potasio y de sodio. La mayoría de ellos contiene además sebo para proporcionar lubricación eficaz. Otros ingredientes comunes suelen ser el aceite de coco, aceite de oliva, etc.